# کژشیمیر دمبسکی
کِـژِشیمیر مارتین دِمبسکی (لهستانی: Krzesimir Marcin Dębski؛ ‏ تلفظ در لهستانی: [kʂɛˈɕimir martɕin ˈdɛmpskʲi]؛ ‏ زادهٔ ۲۶ اکتبر ۱۹۵۳) موسیقی‌دان، آهنگساز، رهبر ارکستر و نوازندهٔ ویولن اهل لهستان است. وی در سال ۲۰۲۴ نشان زرین گلوریا آرتیس دریافت کرد.
از فیلم‌ها یا مجموعه‌های تلویزیونی که وی در آن‌ها نقش داشته‌است، می‌توان به جادوگر جوان، در بادیه و بیابان، کینگ‌سایز، شخص خیلی مهم، درخت سحرآمیز، خط تأخیر، نبرد ورشو ۱۹۲۰، با آتش و شمشیر و افسانه‌ای باستانی: آن هنگام که خورشید ایزد بود اشاره نمود.